# Castello del Matese
Castello del Matese é uma comuna italiana da região da Campania, província de Caserta, com cerca de 1.476 habitantes. Estende-se por uma área de 21 km², tendo uma densidade populacional de 70 hab/km². Faz fronteira com Campochiaro (CB), Piedimonte Matese, San Gregorio Matese, San Potito Sannitico.

## Demografia
| Variação demográfica do município entre 1861 e 2011                               |
|                                                                                   |
| Fonte: Istituto Nazionale di Statistica (ISTAT) - Elaboração gráfica da Wikipedia |